# Mémorial du génocide de Kibeho
Le mémorial du génocide de Kibeho commémore le massacre de masse des Tutsi qui s’est déroulé en avril 1994 à Kibeho, dans la province du Sud du Rwanda, lors du Génocide de 1994 perpétré contre les Tutsi au Rwanda.

## Emplacement

### Localisation
Le mémorial du génocide de Kibeho se trouve à Kibeho, dans le district de Nyaruguru, province du Sud du Rwanda, à proximité du site marial de Kibeho,.

### Contexte

Communes du Rwanda en 1994

| \| 150 km1:3 445 000 \| Kibuye Gisenyi Bisesero Ntarama Kigali Nyamata Murambi Rusiga |
| 150 km1:3 445 000                                                                     |

| Mémoriaux du génocide des Tutsis au Rwanda |
| (2018) Année d'inauguration                |

## Histoire
Le mémorial du génocide de Kibeho a été construit sur le site où, en avril 1994, des milliers de Tutsi furent tués après avoir cherché refuge à l’église catholique et dans ses environs. Ce lieu a été le théâtre de massacres d'une extrême violence, avec l’implication de civils et de membres de la milice Interahamwe. Après le génocide, un mémorial y a été érigé pour recueillir et honorer la mémoire de plus de 28 000 victimes dont les restes reposent dans les tombes collectives,,.

## Particularités
Le mémorial de Kibeho se distingue par la présence de l’église Notre-Dame des Douleurs, gravement endommagée pendant le génocide, et par les expositions de vêtements, de photos et d’objets personnels des victimes. Le site accueille des cérémonies commémoratives chaque année et reçoit de nombreux visiteurs rwandais et étrangers, notamment pour son lien avec les apparitions mariales de Kibeho,,.